# Ted Strickland
Ted Strickland (født 4. august 1941) er en amerikansk politiker for det demokratiske parti. Han var den 68. guvernør i delstaten Ohio i perioden januar 2007 til januar 2011, hvor han blev afløst af republikaneren John Kasich. Før han blev valgt til guvernør var Strickland føderal kongresrepræsentant.